# Cheryl Shepard

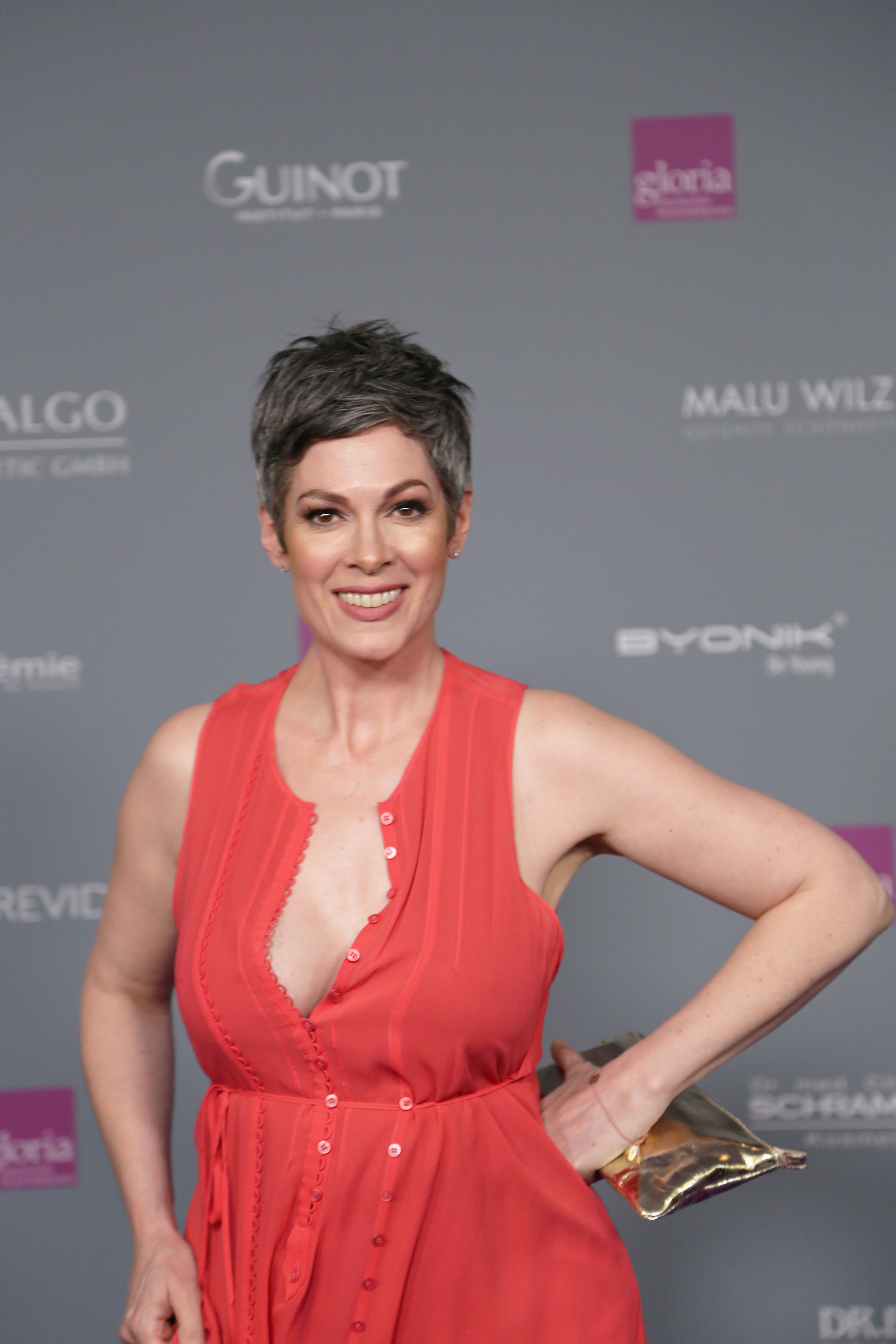
Cheryl Shepard (2017)

Heidi Cheryl Shepard (* 5. Februar 1966 in New York City, New York) ist eine US-amerikanische Schauspielerin. Bekanntheit erlangte sie durch ihre Rolle in der deutschen Fernsehserie Hinter Gittern – Der Frauenknast in der Zeit von 1997 bis 2000. Von 2003 bis 2015 war sie in der Krankenhausserie In aller Freundschaft zu sehen.

## Leben
Im Alter von vier Jahren zog Cheryl Shepard mit ihrer Familie in die Schweiz. Sie hat eine Zwillingsschwester und eine jüngere Schwester. Shepard wuchs in Basel, Bern und Zürich auf. In Zürich ging sie 1982 zur Schauspiel-Akademie und schloss diese 1986 ab. Bühnenerfahrung gewann sie am Staatstheater Stuttgart und von 1988 bis 1990 am Nationaltheater Mannheim.
1990 zog sie an den Bodensee, wo sie sich dann mehr in Richtung Film und Fernsehen orientierte. 2007 fand sie in Leipzig eine neue Heimat.
1997 bekam sie ihre erste große Hauptrolle in einer Fernsehserie. Bis März 2000 war sie in 80 Folgen von Hinter Gittern – Der Frauenknast als Susanne Teubner zu sehen, die ihren Ehemann im Affekt getötet hatte. Von 2003 bis 2015 spielte sie in der Fernsehserie In aller Freundschaft die Rolle der plastischen Chirurgin und später auch Urologin Dr. Elena Eichhorn. Nachdem passende Rollenangebote ausblieben und sie Privatinsolvenz anmelden musste, eröffnete sie am 31. Juli 2015 in Leipzig ein Café mit dem Namen „Cheryl’s Café“. Im April 2016 wurde bekannt, dass Shepard das Café aufgegeben hat. Von Mai 2016 bis April 2017 spielte sie in der 13. Staffel der Telenovela Rote Rosen als Sydney Flickenschild eine der Hauptrollen. Im Oktober und November 2017 hatte sie jeweils einen Gastauftritt bei Rote Rosen.
Sie setzt sich für verschiedene Kulturen und das Verständnis zwischen ihnen ein und ist aktives Mitglied im Verein „Hand in Hand International e. V. – Verein für Begegnung und Zusammenarbeit“.
Cheryl Shepard ist seit 2006 mit dem Schauspieler Nikolaus Okonkwo verheiratet und hat mit ihm einen Sohn und zwei Adoptivkinder. Zwei erwachsene Töchter stammen aus erster Ehe.

## Filmografie (Auswahl)
- 1990: Mit Leib und Seele (Fernsehserie, Folge 2x05)
- 1997: Freunde fürs Leben (Fernsehserie)
- 1997: Der Mordsfilm (Fernsehserie, 3 Folgen)
- 1997–2000: Hinter Gittern – Der Frauenknast (Fernsehserie, 80 Folgen)
- 2001: Ein Vater zum Verlieben (Fernsehfilm)
- 2002: Nesthocker – Familie zu verschenken (Fernsehserie, Folgen 3x04–3x05)
- 2002: Sternenfänger (Fernsehserie, 26 Folgen)
- 2003: Suche impotenten Mann fürs Leben
- 2003–2015: In aller Freundschaft (Fernsehserie, 483 Folgen)
- 2008: Der Arzt vom Wörthersee (Fernsehserie, Folgen 1x03–1x04)
- 2010: SOKO Stuttgart (Fernsehserie, Folge 1x06)
- 2011: In aller Freundschaft: Was wirklich zählt (Spielfilm)
- 2015: Blauwasserleben (Fernsehfilm)
- 2016–2017: Rote Rosen (Telenovela, 199 Folgen)
- 2021: Catweazle
- 2022: Rosamunde Pilcher – Liebe und andere Schätze (Fernsehreihe)

## Veröffentlichungen
- Halbzeit – Eine nicht ganz anständige Geschichte, Plaza 2024, ISBN 978-3-96664-746-5